# Mistrzostwa Kuby w Chodzie na 20 Kilometrów 2010
Mistrzostwa Kuby w chodzie na 20 kilometrów rozegrano 20 lutego w Morón.
| Konkurencja: | 1. miejsce       | Rezultat   |
| Mężczyźni    | Joel Vargas      | 1:30:37 PB |
| Kobiety      | Leisis Rodríguez | 1:38:52    |